# Tyree Wilson
Tyree Jae Wilson (geboren am 20. Mai 2000 in Anchorage, Alaska) ist ein US-amerikanischer American-Football-Spieler auf der Position des Defensive Ends. Er spielte College Football für die Texas A&M Aggies und die Texas Tech Red Raiders. Im NFL Draft 2023 wurde Wilson von den Las Vegas Raiders ausgewählt.

## Karriere
Wilson wurde in Anchorage, Alaska geboren, wuchs aber in Henderson, Texas, auf und besuchte die West Rusk High School im nahegelegenen New London. Er erhielt Stipendienangebote von mehr als 20 College-Football-Teams und wurde als Three-Star-Recruit bewertet.
Ab 2018 ging Wilson auf die Texas A&M University, um College Football für die Texas A&M Aggies zu spielen. Er legte zunächst ein Redshirtjahr ein und sah 2019 in elf Spielen begrenzte Spielzeit, dabei erzielte er 12 Tackles, davon drei für Raumverlust, und einen Sack. Nach der Saison 2019 wechselte Wilson infolge zahlreicher Neuzugänge von der Highschool bei den Aggies auf die Texas Tech University zu den Texas Tech Red Raiders. Nachdem er das erste Spiel der Saison 2020 verpasst hatte, erhielt er von der NCAA die Erlaubnis, schon in dieser Saison für die Red Raiders spielen zu dürfen, anstatt wie üblich ein Jahr lang aussetzen zu müssen.
Bei Texas Tech avancierte Wilson in seinem ersten Jahr zum Stammspieler und bestritt fünf von neun Spielen als Starter, bevor er in den nächsten beiden Spielzeiten durchgehend Stammspieler war. In der Saison 2021 erzielte er 38 Tackles, davon 13,5 für Raumverlust, und 7,0 Sacks, wobei die letzteren beiden Werte jeweils Bestwert in dieser Saison bei den Red Raiders waren. In seinem dritten und letzten Jahr für Texas Tech verzeichnete Wilson in zehn Spielen 61 Tackles, davon 14 für Raumverlust, und sieben Sacks. Im Spiel gegen die Kansas Jayhawks am elften Spieltag zog Wilson sich einen Bruch im Fuß zu und fiel damit für den Rest der Saison aus. Eine Woche später gab er seine Anmeldung für den NFL Draft 2023 bekannt. Obwohl er die letzten Spiele der Saison verpasste, führte er die Big 12 Conference in Tackles For Loss an. Er wurde in das All-Star-Team der Big 12 sowie von der Football Writers Association of America (FWAA) zum All-American gewählt, letztere Auszeichnung erhielt er als erster Spieler der Red Raiders seit 2018.

## NFL
Im NFL Draft 2023 wurde Wilson an siebter Stelle von den Las Vegas Raiders ausgewählt.